# ピヤポン・ピウオン
ピヤポン・ピウオン（ปิยะพงษ์ ผิวอ่อน、Piyapong Piew-onまたはPiyapong Pue-On、1959年11月14日 - ）は、タイ出身の元サッカー選手、サッカー指導者、サッカー解説者、軍人。
Kリーグ時代の登録名はピアポン（ハングル: 피아퐁）。

## 経歴
1980年代に活躍した、タイサッカー史上に残る名FW。タイ代表での最多得点記録（103得点）を持つ。
タイ王国空軍ユースチームのストライカーとしてサッカーのキャリアを始める。Kリーグ初の外国籍選手として、1984年から1986年までラッキー金星ファンソ（現FCソウル）でプレイした。1985年は得点王（12得点）とアシスト王（6アシスト）を獲得して、ラッキー金星の初優勝に貢献した。その後マレーシアでプレーしたのち古巣のタイ空軍に戻り、最後はプレーイングマネージャーも務めた。
現役引退後はコーチ、監督としてタイ国内のクラブ、ユース代表チームなどを指導し、解説者としても活動している。なお、空軍の軍籍はいまでも保持し、2009年現在は空軍少佐（นาวาอากาศตรี）の階級にある。
2004年には映画『七人のマッハ!!!!!!!』に出演している。